# Drechslera phlei
Drechslera phlei är en svampart som först beskrevs av J.H. Graham, och fick sitt nu gällande namn av Shoemaker 1959. Drechslera phlei ingår i släktet Drechslera och familjen Pleosporaceae.   Inga underarter finns listade i Catalogue of Life.